# Paul Benedict
Paul Benedict (* 17. September 1938 in Silver City, New Mexico; † 1. Dezember 2008 auf Martha’s Vineyard, Massachusetts) war ein US-amerikanischer Schauspieler.

## Leben und Karriere
Benedict wurde in seiner Anfangszeit als Theaterschauspieler durch einen Arzt im Publikum mit Akromegalie diagnostiziert, diese potenziell tödliche Krankheit konnte zwar in seinem Fall gut behandelt werden, brachte ihm aber ein markantes, ungewöhnliches Äußeres ein. So wurde er vor allem für Charakterrollen, oft komödiantischer Natur, gebucht. Sein Filmdebüt machte er 1965, doch erst im Verlaufe der 1970er-Jahre konnte er mit Nebenrollen in Filmen wie Miloš Formans Satire Taking Off, Sydney Pollacks Western Jeremiah Johnson und Billy Wilders Komödie Extrablatt verstärkt auf sich aufmerksam machen.
Benedicts in seinem Heimatland wahrscheinlich bekannteste Rolle ist die des Harry Bentley aus der Fernseh-Sitcom Die Jeffersons, den er zwischen 1975 und 1985 in über 150 Episoden verkörperte. Er spielte hierbei den exzentrischen englischen Nachbarn der Familie Jefferson. Obwohl gebürtig aus New Mexico stammend, konnte Benedict mit seiner melodiösen Stimme überzeugend einen britischen Akzent nachmachen. Eine weitere langjährige Rolle hatte er in der amerikanischen Version der Sesamstraße, in der er zwischen 1972 und 1988 häufiger die Figur des "Number Painters" (oder auch "Mad Painters") darstellte, der den jungen Zuschauern die Zahlen nahebringen sollte.
Parallel zu diesen Fernsehrollen folgten weitere Kinoauftritte, sehr oft in Filmkomödien – etwa als eigenwilliger Theaterregisseur in Der Untermieter (1977) an der Seite von Richard Dreyfuss, als Butler in der Steve-Martin-Komödie Der Mann mit zwei Gehirnen (1983) oder als grantiger Richter und Nachbar der Hauptfiguren in The Addams Family (1991). Benedict wirkte als Nebendarsteller an vier Filmen unter Federführung von Christopher Guest mit: This Is Spinal Tap (1984), Angriff der 20-Meter-Frau (1993), Wenn Guffman kommt (1996) und A Mighty Wind (2003). Sein filmisches Schaffen zwischen 1965 und seinem Todesjahr umfasst rund 60 Produktionen.
Trotz Film- und Fernsehrollen blieb er dem Theater verbunden. Seit Ende der 1980er-Jahre machte Benedict sich am Off-Broadway auch als Theaterregisseur einen Namen, für The Kathy & Mo Show: Parallel Lives erhielt er 1989 den Obie Award. 1996 spielte er neben Al Pacino am Broadway in dem Zwei-Mann-Stück Hughie. Er lebte in Massachusetts, wo er oft am American Repertory Theatre in Cambridge auftrat und im Dezember 2008 70-jährig eines natürlichen Todes starb.

## Filmografie (Auswahl)
- 1965: The Double-Barrelled Detective Story
- 1971: Der 25 Millionen Dollar Preis (Cold Turkey)
- 1971: Taking Off
- 1971: Der verkehrte Sherlock Holmes (They Might Be Giants)
- 1971: Wo Gangster um die Ecke knallen (The Gang That Couldn’t Shoot Straight)
- 1972: Sandkastenspiele (Up the Sandbox)
- 1972: Jeremiah Johnson
- 1972–1988: Sesamstraße (Sesame Street) (Fernsehserie, 68 Folgen)
- 1974: Extrablatt (The Front Page)
- 1974: Harry O (Fernsehserie, Folge Forty Reasons to Kill: Part 1)
- 1974: Kojak – Einsatz in Manhattan (Fernsehserie, Folge Slay Ride)
- 1975: Lauter nette Mädchen (Smile)
- 1975: Mandingo
- 1975–1985: Die Jeffersons (The Jeffersons) (Fernsehserie, 155 Folgen)
- 1977: Der Untermieter (The Goodbye Girl)
- 1982: The Electric Grandmother (Fernsehfilm)
- 1982: Die Blauen und die Grauen (The Blue and the Gray) (Fernseh-Miniserie)
- 1983: Der Mann mit zwei Gehirnen (The Man with Two Brains)
- 1984: Ein Single kommt selten allein (The Lonely Guy)
- 1984: This Is Spinal Tap
- 1988: Arthur 2 – On the Rocks
- 1988: Cocktail
- 1990: Eine fast anständige Frau (Sibling Rivalry)
- 1990: Freshman (The Freshman)
- 1991: Addams Family (The Addams Family)
- 1991: Geschichten aus der Gruft (Tales from the Crypt) (Fernsehserie, Folge Top Billing)
- 1993: Angriff der 20-Meter-Frau (Attack of the 50 Foot Woman) (Fernsehfilm)
- 1996: Wenn Guffman kommt (Waiting for Guffman)
- 1997: Im Auftrag des Teufels (The Devil’s Advocate)
- 1998: Seinfeld (Fernsehserie, Folge The Cartoon)
- 1998: A Fish in the Bathtub
- 2000: Ist sie nicht großartig? (Isn't She Great)
- 2002: Drew Carey Show (Fernsehserie, Folge Drew and the Life-Size Jim Thome Cut-Out)
- 2003: A Mighty Wind
- 2004: After the Sunset
- 2008: 'Side by Each'